# هيئة الخبراء بمجلس الوزراء
هي هيئة سعودية متصلة بديوان مجلس الوزراء السعودي لها القيادة للأنظمة والقوانين والسياسة السعودية الداخلية.

## نشأة هيئة الخبراء
في الثاني عشر من شهر رجب عام (1373هـ) صدر الأمر الملكي الكريم بالموافقة على نظام مجلس الوزراء، وتضمنت المادة (التاسعة عشرة) منه أن مجلس الوزراء يتكون من عدة شعب من ضمنها (شعبة الخبراء الفنيين). وبناء عليه، صدر المرسوم الملكي بالموافقة على نظام شعب مجلس الوزراء، وجاء الباب (الثالث) منه خاصاً بشعبة الخبراء، واشتمل على: تشكيلها، ومرجعيتها.
وفي الثاني عشر من شهر صفر عام (1394) صدر قرار مجلس الوزراء رقم (168) متضمناً تشكيل شعبة الخبراء، وكيفية قيامها بعملها، وتنظيم أوضاعها المالية واختصاصاتها. وفي السادس عشر من شهر ذي القعدة عـام (1394 هـ) صدر الأمر السامي الكريم رقــم (431) بالموافقة على لائحة النظام الداخلي للشعبة. وفي الثامن عشر من شهر جمادى الأولى من عام (1396هـ) صدر الأمر السامي الكريم رقم (3/م/1653) بالموافقة على جعل شعبة الخبراء ذات ميزانية مستقلة، وأن تكون فرعاً من فروع مجلس الوزراء. وفي العشرين من شهر شوال من عام (1402هـ) صدر قرار مجلس الوزراء رقم (166) بالموافقة على اللائحة التنظيمية لأعمال اللجنة العامة لمجلس الوزراء، متضمنة تنظيم علاقة اللجنة العامة بشعبة الخبراء. وفي الثالث من شهر ربيع الأول عام (1414هـ) صدر نظام مجلس الوزراء (الحالي) بموجب الأمر الملكي الكريم رقم (أ/13)، وفيه عُدّل اسم شعبة الخبراء إلى هيئة الخبراء. وفي 20 ربيع الآخر 1440 صدر أمر ملكي بإنشاء جهاز باسم "ديوان مجلس الوزراء"، يتولى المهمات ذوات الصلة بممارسة مجلس الوزراء ورئاسته اختصاصاتهما، وألحقت به الأمانة العامة لمجلس الوزراء، وهيئة الخبراء، والأجهزة المرتبطة بالديوان الملكي وإداراته ذوات الصلة بمهمات ديوان مجلس الوزراء.

## رئاسة هيئة الخبراء
| الرئيس                                 | الفترة          | الفترة          |
| -------------------------------------- | --------------- | --------------- |
| الرئيس                                 | من              | إلى             |
| الشيخ/ صالح بن عبد الرحمن الحصين       | 23 /10 /1394 هـ | 13 /10 /1395هـ  |
| الدكتور/ مطلب بن عبد الله النفيسة      | 14 /10 /1395 هـ | 06 /03 /1416هـ  |
| الأستاذ/ ناصر بن صالح السميري (تكليفا) | 20 /03 /1416 هـ | 02 /03 /1420هـ  |
| الدكتور/ محمد بن حسن الجبر             | 03 /03 /1420 هـ | 04 /08 /1427هـ  |
| الدكتور/ عصام بن سعد بن سعيد           | 15 /12 /1428 هـ | 09 /04 /1436 هـ |
| الأستاذ/ محمد بن سليمان العجاجي        | 09 /04 /1436 هـ | الوقت الحالى    |

## تشكيل هيئة الخبراء
تتكون هيئة الخبراء من مركز القيادة وتتكون من الرئيس، ونائبه، ومساعد الرئيس، والمستشارين خبراء ثم الادارات من اللجان المتخصصة تشكل بحسب الحاجة، وكذلك عدد من الإدارات والأقسام من بينها الإدارة العامة للتحرير، والإدارة العامة للشؤون الإدارية والمالية، والمكتبة، ومركز الوثائق، ومركز الحاسب الآلي.

## الهيئة العامة للخبراء
تتكون الهيئة العامة من الرئيس، ونائبه، ومساعد الرئيس، والخبراء والمستشارين في الهيئة، وتجتمع لدراسة ما يعده أعضاء الهيئة من مذكرات ومحاضر تتعلق بمشروعات الأنظمة واللوائح ووضع قواعد عامة، وكذلك ما يرى الرئيس عرضه على الهيئة ووضع ذلك في الصيغة النهائية. كما يشارك أعضاء الهيئة ورئيسها في عدد من اللجان الداخلية والخارجية لدراسة موضوعات معينة والاشتراك في اللجان شبه القضائية وحضور المؤتمرات والندوات.

### الرئيس ونائبه والمستشارين الخبراء
- الأستاذ / محمد بن سليمان العجاجي، رئيس هيئة الخبراء
- الدكتور / عمرو بن إبراهيم رجب، نائب رئيس هيئة الخبراء
- الأستاذ / بدر بن عبدالمحسن بن هداب، مساعد رئيس هيئة الخبراء

### المستشارين الخبراء
- مطلق بن عبد الله الحناكي، مستشار
- عبد العزيز بن سليمان المشعل، مستشار
- محمد بن راشد الحميضي، مستشار
- محمد بن عبد العزيز بن محمد البواردي، مستشار
- عبد الله بن صالح القناص، مستشار
- إبراهيم بن عبد العزيز الشبانات، مستشار
- الدكتور / محمد بن عبد العزيز الجرباء، مستشار
- الدكتور / عبد الحميد بن ناصر العمري، مستشار
- عبد العزيز بن عبد الرحمن السحيباني، مستشار
- الأمير / وليد بن سعود بن ثنيان آل سعود، مستشار
- خالد بن عبد الله العثمان، مستشار
- محمد بن علي الشريف، مستشار
- محمد بن عبد الملك بن دهيش، مستشار
- بندر بن بدر العريعر، مستشار
- عبد العزيز بن محمد المقرن، مستشار
- بدر بن عبد العزيز الجرباء، مستشار
- نقاء بن خالد العتيبي، مستشار
- محمد بن حسن العصيمي، مستشار
- عبد الله بن محمد البراك، مستشار
- منصور بن عبد الله العصيمي، مستشار

## مهمات هيئة الخبراء واختصاصاتها
- بحث المعاملات التي يحيلها إليها رئيس مجلس الوزراء، ونائباه، ومجلس الوزراء، ولجانه المتفرعة، ودراستها.
- تحضير مشروعات الأنظمة، وإعداد الدراسات اللازمة لها، بالاشتراك مع الجهة التي رفعت تلك المشاريع.
- مراجعة الأنظمة السارية واقتراح تعديلها.
- دراسة الاتفاقيات والمعاملات التي تتضمن وضع قواعد عامة أو التي تتطلب إصدار مراسيم ملكية أو التي تهم أكثر من جهة حكومية.
- وضع الصيغ المناسبة لبعض الأوامر السامية والمراسيم الملكية، وقرارات مجلس الوزراء.
- مشاركة الأجهزة الحكومية في دراسة الموضوعات التي تحال إلى الهيئة من المقام السامي أو من مجلس الوزراء أو المجالس العليا.
- دراسة السياسات الداخلية والأوامر القيادية.